# Filipe Mukenga
Filipe Mukenga (Luanda, 7 de Setembro de 1949) é um cantor e compositor angolano.

## Biografia
Começou a tocar em 1964 por influência dos Beatles. Colaborou com grupos como: Os Brucutus, os Indómitos, The Five Kings, The Black Stars, Os Rocks, os Electrónicos, os Jovens e Apollo XI.
Gravou o seu primeiro álbum, "Novo Som", em 1990 para a editora EMI-Valentim de Carvalho. Colabora ainda num dos temas do disco "Mingos & Os Samurais" de Rui Veloso. Em 31 de Maio de 1991 actua, conjuntamente com Os Tubarões, no Coliseu dos Recreios.
"Kianda Kianda", O seu segundo álbum gravado em Paris para a editora Lusáfrica, foi lançado em 1994. 
Em 1996 é gravado o lítero-musical intitulado "O Canto da Sereia: o Encanto" em que é co-autor com Filipe Zau. Outros cantores presentes no disco são Carlos Burity, Katila Mingas, Paulo Flores, Dino, Eduardo Paim e Fernando Tordo. Colabora também no disco "Luanda Lua e Mulher" de Filipe Zau.
O tema "Eu vi Luanda" é incluído na banda sonora do projecto "O mar : a música dos povos de língua portuguesa" dos brasileiros Oboré. É um dos nomes escolhidos para a compilação "África em Lisboa" lançada pela EMI no ano de 1998.
Colabora no disco "Caminho longe : ao vivo"[http://fonoteca.cm-lisboa.pt/cgi-bin/info3.pl?11989&CD&0  dos Sons da Lusofonia promovido por Carlos Martins. A cantora Celina Pereira grava "Raiva di vulcão" (letra de Filipe Zau e música de Filipe Mukenga) no seu disco "Harpejos e gorgeios" de 1998.
Ainda em 1998 viu uma remistura de "Hailwa Yange Oike Mbela", da autoria dos Underground Sound of Lisbon, ser um dos temas do disco "Onda Sonora:Red Hot+Lisboa". Também é editado o máxi-single "African Dreams" onde retomam a colaboração.
Em 2000 a editora francesa Buda Musique lança compilação "Angola 80's : 1978-1990" que inclui o seu tema "Lemba".
Em 2003 é lançado o disco "Mimbu Iami" gravado no Brasil e em Portugal. O disco "Ao vivo no B.Leza" inclui dois temas interpretados por Filipe Mukenga: Carnaval de Março" e "Osimanya".
Grava em Portugal o disco Sons da Fala do projecto com o mesmo nome. O disco é lançado em 2007.
Filipe Zau e Filipe Mukenga receberam o prémio Common Ground Music Award 2008, atribuído pela associação Search for Common Ground, em Maio de 2008, durante a sessão de apresentação do CD "Angola solta a tua voz", onde os dois músicos também colaboraram. Ambos colaboraram ainda com a Associação Unidos do Caxinde em "Os Nossos Reis", música do Carnaval de Luanda 2008.
"Nós somos nós", o quarto disco do músico, foi totalmente gravado no Brasil. Contou com a direcção de Zeca Baleiro. Ivan Lins e Martinho da Vila também colaboram no disco.

## Discografia
- Novo Som (CD, Emi-VC, 1991)
- Kianda Kianda (CD, Lusáfrica, 1994)
- Mimbu Iami (CD, 2003)
- Nós Somos Nós (CD, Ginga, 2009)

Outros
- 1998 - Onda Sonora - c/Underground Sound of Lisbon
- 1999 - African Dreams - Underground Sound of Lisbon
- 2005 - Maurício Mattar
- 2007 - Sons da Fala

## Ligações
- Grande Entrevista ao Jornal de Angola
- https://web.archive.org/web/20130429084319/http://www.ngolamusicas.com/artistas/filipe-mukenga/
- http://www.opais.net/pt/opais/?det=6399
- http://www.folhadeangola.com/noticia.php?id=666
- http://allafrica.com/stories/200806260813.html